# Васильченко Михайло
Михайло Васильченко (*1894 — † 27 серпня 1941) — підполковник Армії УНР, український письменник, лікар-мікробіолог.

## Біографія
Народився у 1894 році на хуторі Вовчий, Херсонського повіту, Херсонської губернії.
Закінчив Одеський університет в роки Першої світової війни. Був співорганізатором Українського Військового Комітету в Одесі у 1917 році. В рангу підполковника служив у 3-їй Залізній Дивізії Армії УНР, і з 1920 року лікар дивізії у таборі інтернованих в Каліші. Від 1926 по 1939 рік працював лікарем в таборі інтернованих вояків у Торуні а пізніше у цьому місті. На еміграції належав до Української Гетьманської організації.
З 1939 мешкає на Холмщині, де працює лікарем у шпиталі Св. Миколая в Холмі. Автор багатьох статей і віршів у газеті «Наше Життя» а потім у «Літописі Червоної Калини».
Помер у Холмі — 27 серпня 1941 році, похований на цвинтарі на вул. Львівська. Могилу треба відшукати